# Симфонічний оркестр Українського радіо
Заслужений академічний симфонічний оркестр Українського радіо — провідний симфонічний оркестр Українського радіо, один з найстаріших симфонічних оркестрів в Європі, заснований у 1929 році, широко відомий в Україні та за її межами.
Оркестр базується та здійснює свої записи в одній із найкращих і найбільших студій у Європі, Великій концертній студії Будинку звукозапису Українського радіо, де здійснив понад 10 тисяч записів симфонічної музики до Фонду Українського радіо.
Прямі трансляції та записи оркестру регулярно звучать на Радіо «Культура», Першому каналі Українського радіо, траснлюються на телеканалі UA:Культура, а також на закордонних радіостанціях. Оркестр веде активну концертну діяльність як в Україні так і за кордоном: Південна Корея, Іран, Іспанія, Італія, Португалія, Голландія, Люксембург, Німеччина, Франція, Бельгія, Польща, Білорусь, Китай, Алжир та ін.

## Історія
Історія оркестру розпочалася 5 жовтня 1929 року у Харкові (тодішній столиці України), де відбувся перший публічний виступ новоствореного Симфонічного оркестру Українського радіо (тодішнього Українського Радіо-центру). Оркестр входив до структури Радіо-театру і складався із 45 музикантів, очолюваних диригентом професором Яковом Розенштейном.
Симфонічний оркестр Українського радіо входить у трійку найстаріших радіооркестрів у Європі — він створений у 1929 році третім у Європі. Після нього через рік був створений оркестр BBC і оркестр Всесоюзного радіо СРСР.
У 1934 оркестр було переведено до Києва у зв'язку з перенесенням адміністративного центру радянської України. Склад оркестру збільшено до 60 музикантів. Другим диригентом оркестру було запрошено композитора Петра Полякова. З 1935 року оркестр очолив диригент Герман Адлер, який працював з оркестром до 1937 року, після чого оркестр очолив диригент Михайло Канерштейн. У період окупації Києва під час Німецько-радянської війни оркестр припинив свою діяльність, яка потім була відновлена у 1944 році. У перші повоєнні роки (1944—1956) оркестр очолював Петро Поляков, який доклав багато зусиль на відновлення складу оркестру, розвитку його професійної форми.
1953 року оркестр було реформовано у Симфонічний оркестр Української республіканської філармонії у підпорядкуванні Міністерству культури УРСР. До 1956 року основним творчим завданням оркестру був запис музики до художніх та хроніко-документальних фільмів, що було тісно пов'язано з періодом бурхливого розвитку українського кінематографа.
У 1956 року оркестр було повернуто до структури Українського радіо, а в 1957 його очолив видатний український диригент — Костянтин Симеонов. На додаток до радіоефірів та публічних концертів активно розвинулась нова форма творчої діяльності оркестру — аудіозаписи до Фонду Українського радіо.
У 1961 році Симеонов очолив Київську оперу, а його посаду в оркестрі заступив диригент Вадим Гнєдаш, який керував колективом упродовж 28 років (до 1989 р.).В цей час оркестр мав назву «Заслужений симфонічний оркестр Держтелерадіо України». З 1991 року по 1999 рік оркестром керував диригент Володимир Сіренко, за часи роботи якого оркестр розвинувся до свого нинішнього формату, з постійним складом 83 музиканти.
1995 року у зв'язку з утворенням Національної радіокомпанії України оркестр змінює назву на Заслужений симфонічний оркестр Національної радіокомпанії України. У 1999 році оркестр очолив В'ячеслав Блінов. З 2005 року оркестром керує Володимир Шейко.
З 2017 року, після утворення Національної суспільної телерадіокомпанії України, оркестр носить сучасну назву — Симфонічний оркестр Українського радіо.

### Головні диригенти Симфонічного оркестру Українського радіо
- Яків Розенштейн, 1929—1935;
- Герман Адлер, 1935—1937;
- Михайло Канерштейн, 1937—1941;
- Петро Поляков, 1944—1956;
- Костянтин Симеонов, 1957—1961;
- Вадим Гнєдаш, 1961—1989;
- Володимир Сіренко, 1991—1999;
- В'ячеслав Блінов, 1999—2005;
- Володимир Шейко, 2005 — нині.

## Діяльність
- Оркестр активно співпрацював з видатними диригентами 20 сторіччя: Миколою Колессою, Натаном Рахліним, Олександром Климовим, Ісааком Паїним, Веніаміном Тольбою, Геннадієм Рождественським, Костянтином Симеоновим, Стефаном Турчаком, Федором Глущенком, Іваном Гамкало, Ріккардо Капассо, Арілдом Реммерітом, Нікола Джуліані, Двайтом Беннеттом, Феліксом Крігером, Коліном Девісом, Робертом Станковським, Джорджем Рубіо та іншими.
- За період існування оркестр здійснив понад 10 тисяч записів симфонічної музики до Фонду Українського радіо[8], серед яких — твори Й. С. Баха, Л. ван Бетховена, Й. Брамса, Р. Вагнера, Дж. Верді, М. Глінки, А. Дворжака, К. Дебюссі, Ф. Ліста, В. А. Моцарта, С. Прокоф'єва, М. Равеля, М. Римського-Корсакова, С. Рахманінова, П. Чайковського, Д. Шостаковича, а також українських композиторів — С. Гулака-Артемовського, М. Калачевського, К.Данькевича, М. Лисенка, Володимира Сокальського, Михайла Скорульського, Михайла Вериківського, Бориса Лятошинського, Георгія Майбороди, Платона Майбороди, Лева Ревуцького, Андрія Штогаренка, Євгена Станковича, Мирослава Скорика, Лесі Дичко, Левка Колодуба.
- Багато записів оркестр здійснив з видатними оперними співаками — Іваном Паторжинським, Зоєю Гайдай, Б. Гмирею, І. Козловським, Б. Руденко, Ю. Гуляєвим, Д. Гнатюком, Г. Туфтіною, М. Стеф'юк, А. Кочергою, А. Солов'яненком, Є. Мірошниченко, Л. Юрченко. Також яскраво представлені у записах з оркестром видатні солісти інструменталісти: Микола Петров, Володимир Крайнєв, Ігор Ойстрах, М. Чайковська, Микола Сук, Олег Криса, Ліяна Ісакадзе, Богодар Которович, Олександр (Олесь) Семчук, Тимофій Докшицер та багато інших.
- За час існування оркестру в ньому працювали провідні музиканти, які своєю творчістю сприяли підвищенню майстерності музичного виконавства України. Серед них — скрипалі: Ісаак Кушнір, Фелікс Гольденберг, Валерій Немировський, Ганна Онопрієнко, Петро Дроща, Михайло Пархомовський, Яків Краснопольський, Ольга Заєць, Людмила Кадуріна. Альтисти — Генадій Канаєв, Тетяна Серьогіна, Клара Верховинець, Оксана Лящук, Яків Рабінович, Олег Калінін, Горик Ікаєв, Сергій Доморослов.. Віолончелісти: Іван Немеш, Віктор Гайдук, Олена Ікаєва, Володимир Мольфанов, Юрій Кадуков. Контрабасисти — Ванда Царук, Микола Закреницький, Руслан Пупач, Віталій Пирогов. Флейтисти — Віталій Пшеничний, Володимир Федченко, Сергій Савченко, Ігор Кононенко, Валерій Бурля. Гобоїсти — Петро Могила,Леонід Попель, Леонід Гольцман, Василь Панькін, Володимир Рудницький, Михайло Севрук, Ярослав Пінчук,Павел Сметанін, Ярослав Волошин, Дмитро Харитрнов, Ігор Болбот. Кларнетисти — Михайло Дулицький, Марков, Микола Спасибо, Володимир Дахно, Олександр Гунченко, Іван Пендищук, Віталій Тімець, Левко Мілявський, Зорян Гороховський. Фаготисти — Петро Яковець, Роман Іванченко, Дмитро Лебець, Юрій Дондаков, Тарас Осадчий, Юрій Конрад, Микола Камишний, Валентин Оробінський. Трубачі — Василь Чумак, Юрій Блінов, Олександр Мельник, Олександр Кобець, Карл Нємечек, Олександр Куліш, Валерій Прус, Юрій Павчинський, Анатолій Погребний. Валторністи — Костянтин Мага, Микола Голець, Сергій Мальков, Віктор Каптюров, Петро Лось. Тромбоністи — Віталій Пильников, Василь Кислий, Віталій Шелудько, Юрій Ксенофонтов. Тубисти — Борис Мойсеєнко. Ударники — Вольф Бендерський, Леонід Крищенко, Павло Рогоза, Віталій Рогоза, Семен Гольдман, Микола Горкавенко.
- Колектив веде активну концертну діяльність як в Україні так і за кордоном: Італія,[2] Іспанія, Португалія, Нідерланди, Люксембург, Польща, Білорусь, Алжир,[4] Південна Корея, Іран, Китай[11].

## Відзнаки
- У 1971 році Указом Президії Верховної Ради УРСР року оркестру присвоєне звання «Заслужений колектив України».
- У 2001 році наказом Міністерства культури України оркестру було надано статус Академічного.
- У 2019 році за концертні програми 2013—2018 років, цикл аудіозаписів творів українських композиторів до Фонду Українського радіо, художній керівник та головний диригент оркестру Володимир Шейко став лауреатом Шевченківської премії — найвищої мистецької відзнаки в Україні — в номінації «Музичне мистецтво»[12].